# اثافت (یمن)
 أَثافت  روستای کوچکی از توابع استان ضالع در کشور یمن و در شبه جزیره عربستان واقع می‌باشد. روستای است باستانی در منطقهٔ (حاشد) در نزدیکی روستای دماج شرقی خمر. در دوران قدیم روستایی بسیار پر رونق وباغهای گوناگون از میوه (انگور) در این منطقه وجود داشته بود، در این مورد شاعر جاهلی میمون بن قیس مشهور به (الأعشی) می‌سراید: 
| أحب أثافت ذات الکروم |  | عند عصارة أعنابها |

این روستا توسط الأمیر محمد بن الامام احمد بن سلیمان ویران شده‌است. هنگامی که خواست قاتلین برادرش در این روستا دستگیر کند. چنانکه مؤرخ وتاریخ‌نویس مشهور اسماعیل اکوع می‌گوید: پس از اینکه یحیی بن الامام بن احمد بن سلیمان در این روستا به قتل می‌رسد، برادرش روستا را با خاک یکسان می‌کند. 